# Bonrepos-Riquet
Bonrepos-Riquet ist eine französische Gemeinde im Département Haute-Garonne (Hoch-Garonne) in der Region Okzitanien (bis 2015 Midi-Pyrénées). Der Ort zählt 295 Einwohner (Stand 1. Januar 2022).
Pierre-Paul Riquet, der Erbauer des Canal du Midi, kaufte 1651 den damaligen Landsitz nahe Verfeil mit 150 Hektar Parkfläche und dem Schloss Bonrepos im Stil der Renaissance. Dort wohnte er und fand seine letzte Ruhestätte. Obwohl nicht im Adelsstand, ließ er sich nach dem Namen seines Besitzes als „Baron de Bonrepos“ anreden.
Bonrepos-Riquet liegt im Mittel 200 m ü. NN hoch, 22 Kilometer nordöstlich von Toulouse.

## Wappen
Blasonierung: In Gold zwei schwarze Ölkuchen (Scheiben) übereinander

## Demographie
| Jahr      | 1962 | 1968 | 1975 | 1982 | 1990 | 1999 | 2004 | 2017 | 2019 |
| --------- | ---- | ---- | ---- | ---- | ---- | ---- | ---- | ---- | ---- |
| Einwohner | 152  | 153  | 140  | 158  | 195  | 247  | 230  | 293  | 289  |

## Sehenswürdigkeiten
- Kirche Saint-Loup
- Schloss Bonrepos

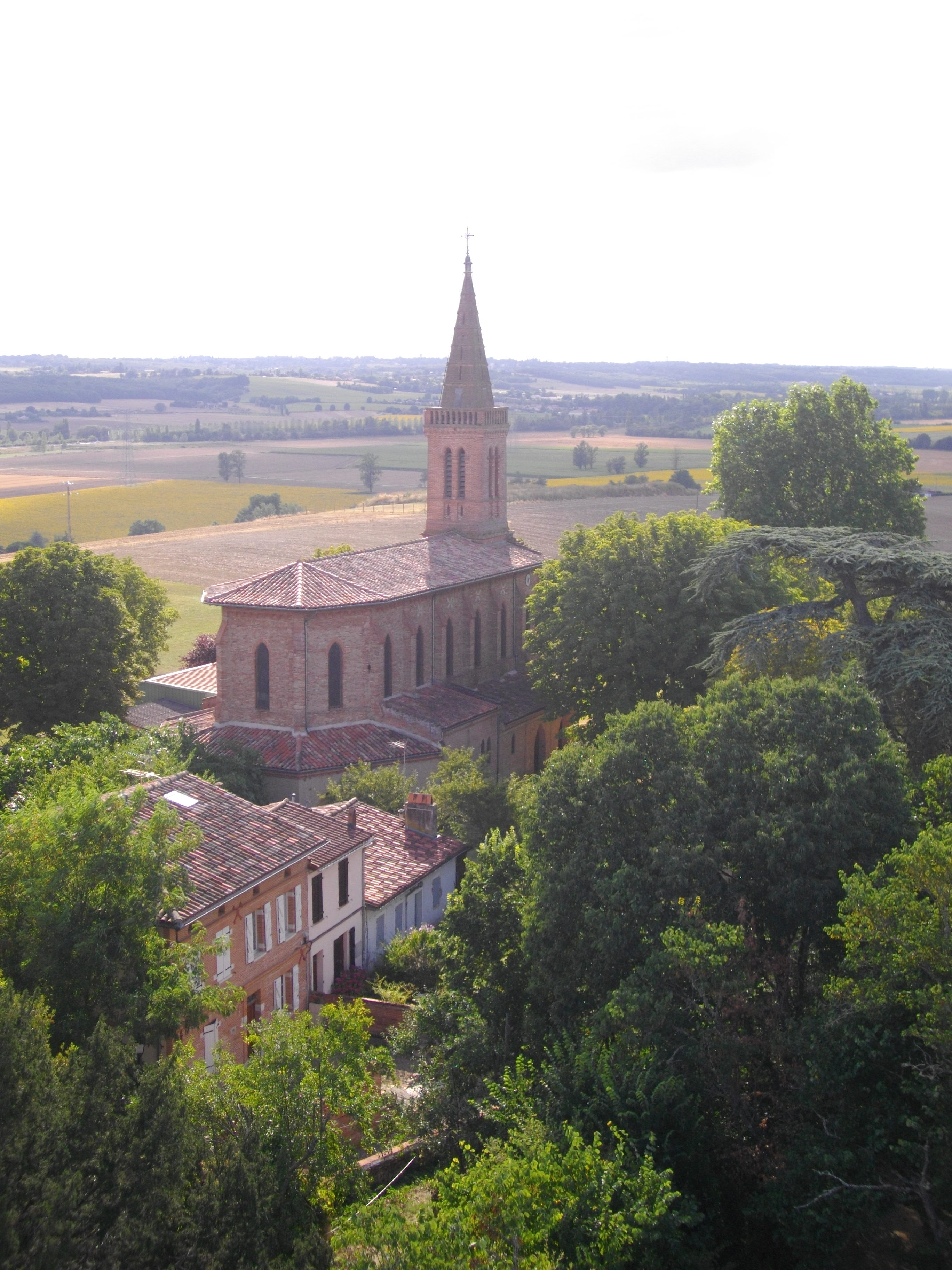
Kirche Saint-Loup
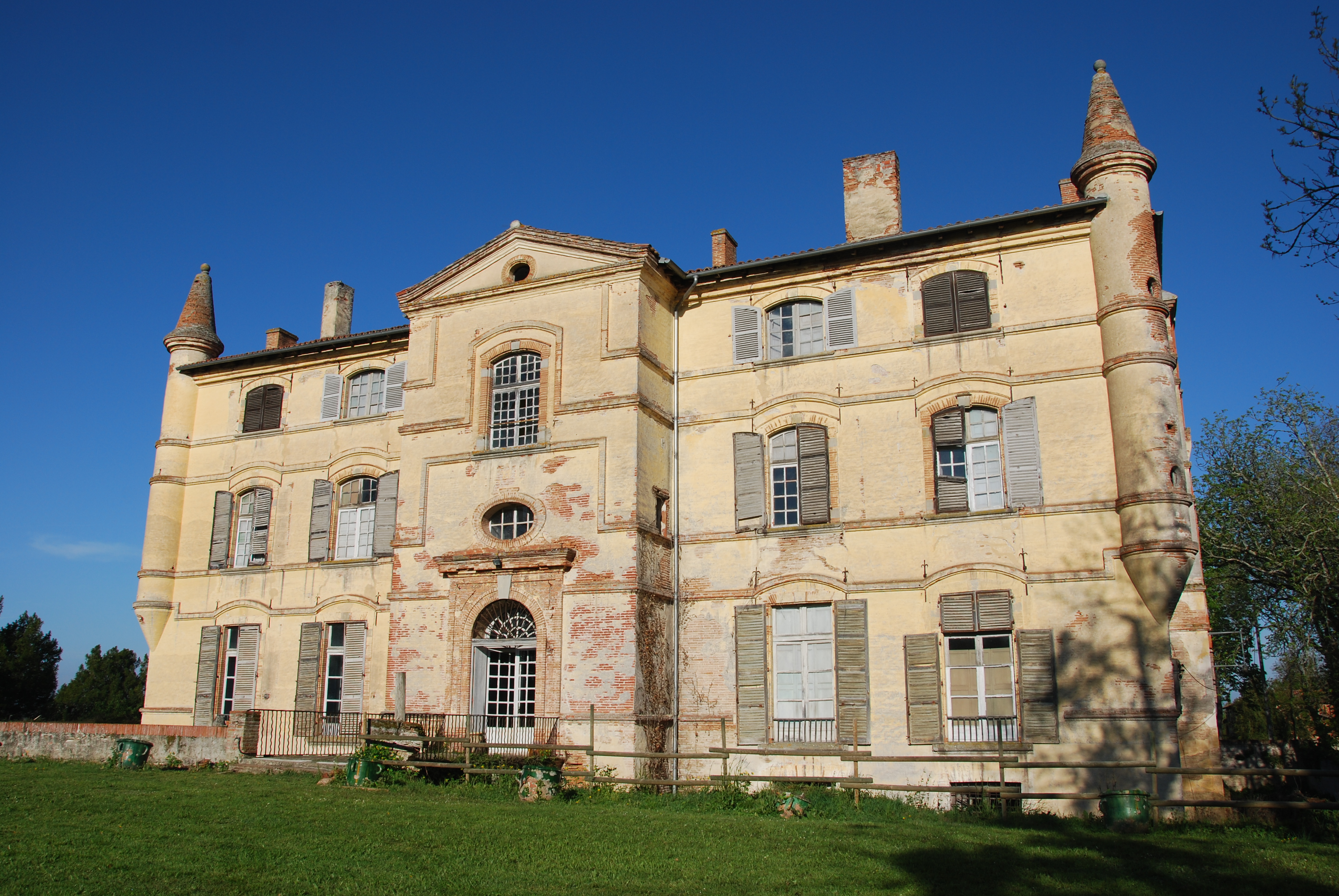
Schloss Bonrepos

Siehe auch: Liste der Monuments historiques in Bonrepos-Riquet